# Maka (langue bantoue)
Pour les articles homonymes, voir Maka.
Ne doit pas être confondu avec Maká (langue mataguayo) ou Maka (langue tchadique).

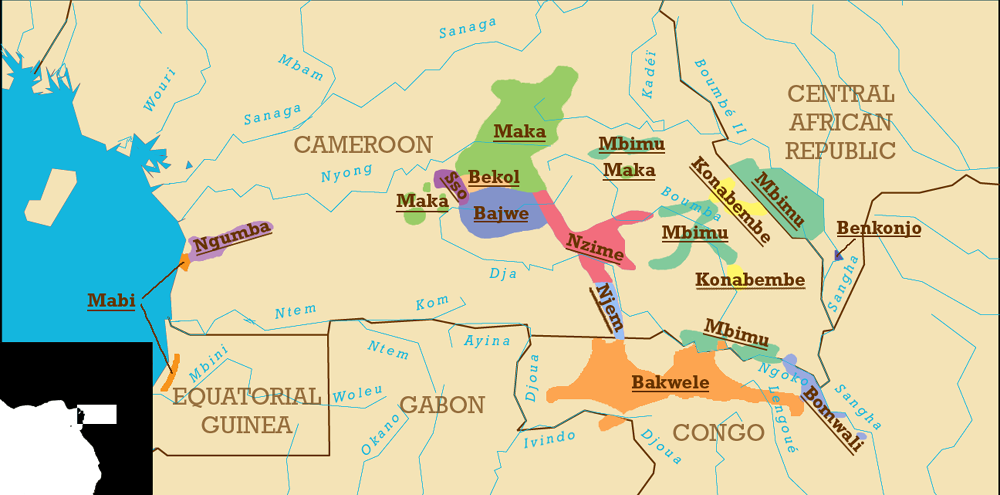
Aire linguistique du maka (en vert)

Le maka (ou mekaa, South makaa, South mekaa) est une langue bantoue du groupe makaa-njem parlée au Cameroun, dans la région de l’Est, au nord du département du Haut-Nyong, dans les arrondissements d’Abong-Mbang, Doumé et Nguelemendouka, par la population maka.
En 1987, le nombre de locuteurs était estimé à 80 000.

## Écriture
| a | b  | c | d | e | ɛ | ə  | f | g | h | i | ɨ | j | k | l  | m |
| n | ny | ŋ | o | p | s | sh | t | u | ʉ | v | w | y | z | zh |   |

Les voyelles nasales sont indiquées à l’aide de la cédille ‹ ɛ̧, o̧ ›.
Les tons sont indiqués à l’aide de signes diacritiques :
- le ton haut avec un accent aigu ;
- le ton descendant haut-bas avec un accent circonflexe ;
- le ton montant bas-haut avec un caron ;
- le ton bas sans accent.